# Tavagna

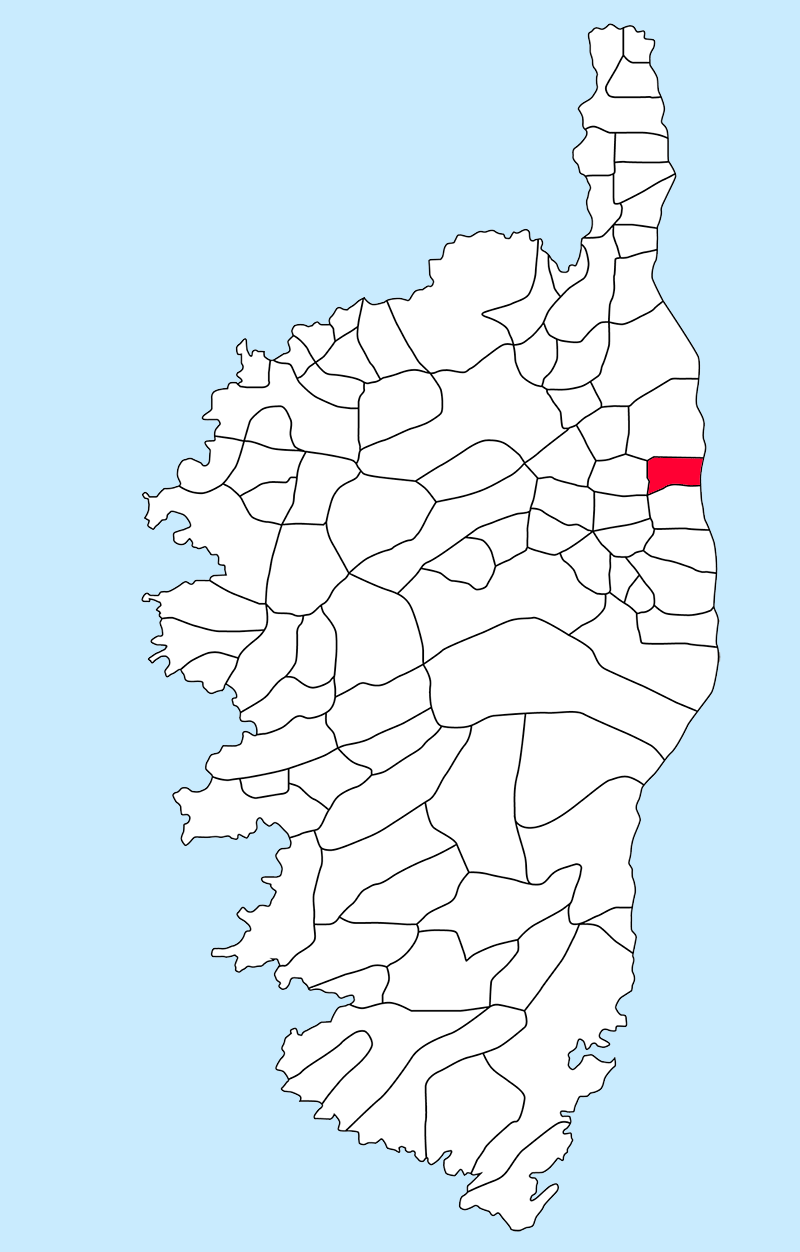
Tavagna.

Tavagna est une ancienne piève de Corse. Située dans le nord-est de l'île, elle relevait de la province de Bastia sur le plan civil et du diocèse de Mariana sur le plan religieux.

## Géographie
Le territoire de l'ancienne piève de Tavagna correspond aux territoires des communes actuelles de :	
- Taglio-Isolaccio ;
- Talasani ;
- Pero-Casevecchie ;
- Poggio-Mezzana ;
- Velone-Orneto.

Les pièves limitrophes de Tavagna sont :

## La piève religieuse
L'église piévane de Tavagna était l'église de San Ghjuvanni Battista, située sur la commune de Poggio-Mezzana. C'est aujourd'hui l'église paroissiale. Elle a été complètement refaite. Plus rien ne permet de déceler, dans les maçonneries actuelles, s'il y a des parties plus anciennes, d'après Geneviève Moracchini-Mazel .